# John Bernard Fitzpatrick

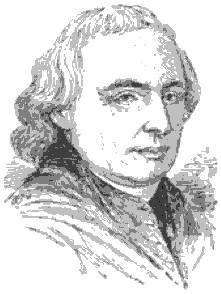
Bischof John Bernard Fitzpatrick

John Bernard Fitzpatrick (* 15. November 1812 in Boston, USA; † 13. Februar 1866 ebenda) war ein US-amerikanischer Geistlicher und römisch-katholischer Bischof von Boston.

## Leben
John Bernard Fitzpatrick empfing am 13. Juni 1840 das Sakrament der Priesterweihe für das Bistum Boston.
Nach nur drei Jahren als Priester ernannte ihn Papst Gregor XVI. am 21. November 1843 zum Titularbischof von Callipolis und zum Koadjutorbischof von Boston. Der Bischof von Boston, Benedict Joseph Fenwick SJ, spendete ihm am 24. März des folgenden Jahres die Bischofsweihe; Mitkonsekratoren waren der Bischof von Richmond, Richard Vincent Whelan, und der Bischof von Hartford, William Barber Tyler.
1862 wurde Fitzpatrick in die American Academy of Arts and Sciences gewählt.
Mit dem Tod Benedict Joseph Fenwicks am 11. August 1846 folgte er diesem als Bischof von Boston nach.